# Carlo Sozzi
Carlo Sozzi (* 28. Februar 1752 in Capino Bergamasco; † 16. Oktober 1824 in Burligo) war ein italienischer Geistlicher.

## Leben
Carlo Sozzi stammte aus einer Adelsfamilie aus Caprino Bergamasco, wo er 1752 im heute noch existierenden Palazzo Sozzi geboren wurde.
Sozzi studiert in Celana und dann in den Priesterseminaren der Mailänder Diözese, wo er nach seiner Priesterweihe (1772) Professor für Rhetorik, dann für Philosophie und schließlich für dogmatische Theologie wurde. Von 1798 bis 1808 war er Rektor des Großen Priesterseminars in Mailand. 1808 trat er zunächst als Theologe, ab 1814 als Erzdiakon in das Metropolitankapitel ein. Nach dem Tod von Erzbischof Giovanni Battista Caprara Montecuccoli wurde Sozzi am 21. Juni 1810 vom Metropolitankapitel zum Kapitularvikar gewählt und leitete als solcher die Diözese während der Sedisvakanz (1810–1818) bis zur Wahl von Erzbischof Karl Kajetan von Gaisruck. Von Gaisruck ernannte ihn zu seinem Generalvikar und berief ihn in den neu gegründeten Kirchenrat, der seine engsten Mitarbeiter bei der Leitung der Diözese zusammenbrachte.